# Saint-Priest (Métropole de Lyon)
Saint-Priest település Franciaországban, Métropole de Lyon különleges státuszú nagyvárosban (métropole: nagyjából „megyei jogú város”). Lakosainak száma 49 193 fő (2022. január 1.). Saint-Priest Chassieu, Bron, Vénissieux, Corbas, Genas, Mions, Saint-Bonnet-de-Mure és Saint-Pierre-de-Chandieu községekkel határos.

## Népesség
A település népessége az elmúlt években az alábbi módon változott:
| Lakosok száma | 42 950 | 45 097 | 46 153 | 46 207 | 46 510 | 46 927 | 48 318 | 48 822 | 49 193 |
|               | 2013   | 2015   | 2016   | 2017   | 2018   | 2019   | 2020   | 2021   | 2022   |